# Косорига
Косорига (итал. Cossoriga) је насељено место у Истарској жупанији, Република Хрватска. Административно је у саставу Града Бузета.

## Становништво
Према задњем попису становништва из 2001. године у насељу Косорига живело је 28 становника који су живели у 6 породичних домаћинстава.
Кретање броја становника по пописима 1857—2001.
| година пописа  | 1857. | 1869. | 1880. | 1890. | 1900. | 1910. | 1921. | 1931. | 1948. | 1953. | 1961. | 1971. | 1981. | 1991. | 2001. |
| бр. становника | 156   | 169   | 66    | 72    | 106   | 96    | 0     | 0     | 156   | 169   | 66    | 72    | 106   | 96    | 28    |

Напомена:Од 1869. до 1910. исказано под именом Косерига (у 1890. Кошерига). У 1921. и 1931. подаци су садржани у насељу Рачице.